# Ngô Huỳnh
Ngô Huỳnh (1931-1993), tên khai sinh là Huỳnh Tấn Chử, là nhạc sĩ người Việt Nam. 

## Tiểu sử[1][2]
Ngô Huỳnh tham gia kháng chiến chống Pháp tại miền Nam. Ông tham gia cách mạng từ năm 1947, trở thành một tuyên truyền viên. Cuối năm 1950, nhạc sĩ vào bộ đội, công tác ở Tiểu đoàn 307. Năm 1954, sau Hiệp Đinh Genève, cũng như nhiều người miền Nam khác, ông tập kết ra Bắc và làm việc về âm nhạc trong xưởng phim Việt Nam. 15 năm sau, ông được cử đi tu nghiệp tại Alma-Ata, một vùng đất của Liên Xô cũ. Sau khi tốt nghiệp tại đó, Ngô Huỳnh trở về nước, tham gia làm việc tại Đoàn Ca Múa Việt Nam và Viên Nghiên cứu Âm nhạc. Tiếp theo đó, sau ngày 30 tháng 4 năm 1975, ông công tác tại Hội Âm nhạc Thành phố Hồ Chí Minh cho đến khi qua đời. 

## Các bản nhạc[1][2]
Phần lớn các sáng tác của Ngô Huỳnh là ca khúc. Chúng được tập hợp lại thành Tuyển tập ca khúc Ngô Huỳnh, có thể kể đến một số bài hát hay của ông như;
- Con kênh xanh xanh
- Trở lại kênh xanh

Ngoài ra, ta cũng có thể nhắc đến các bản khí nhạc của nhạc sĩ này. Các tác phẩm tiêu biểu của ông là:
- Tổ khúc nhạc múa Mùa ca, Đoa pu, tổ khúc giao hưởng Những bài hát về quê mẹ
- Nhạc cho phim Chị Nhung, sân khấu Câu chuyện nàng Sita